# Sepp Wiegand
Sepp Wiegand (ur. 9 stycznia 1991 w Bad Schlema) – niemiecki kierowca rajdowy, rajdowy wicemistrz Europy 2014.
W sezonie 2012 w cyklu IRC zajął czwarte miejsce. Rok później występował w Rajdowych mistrzostwach świata w kategorii WRC2, w końcowej klasyfikacji sezonu uplasował się na szóstym miejscu. W sezonie 2014 zajął drugie miejsce w rajdowych mistrzostwach Europy, dwa raz zajmując drugie i dwa razy trzecie miejsce w ośmiu startach. W czasie tego sezonu ERC wygrał sześć odcinków specjalnych.